# Quercus buckleyi
Quercus buckleyi, anomenat també amb els noms anglesos Texas Red Oak o Buckley's oak, és una espècie de roure caducifoli que pertany a la família de les fagàcies. Està dins de la secció dels roures vermells del gènere Quercus.

## Distribució i hàbitat
És un endemisme del sud de les Grans planes dels Estats Units. És més petit i té més probabilitats que li surtin molts troncs a la soca que el seu parent proper, el Quercus shumardii. Les dues espècies són interfèrtils, i els híbrids són comuns al llarg d'una línia de Dallas a San Antonio (Texas). Generalment Quercus buckleyi fa entre 9 a 15 metres d'altura en la maduresa, i poques vegades n'arriba a una altura de més de 23 metres. El seu nom científic anterior va ser Quercus texana i, per tant, ha portat molta confusió al fer referència a aquest roure.
És un arbre ornamental i d'ombra de gran prestigi. A la tardor les seves fulles es tornen amb uns colors vius vermells i ataronjats.

## Taxonomia
Quercus buckleyi va ser descrita per Cornelius Herman Muller Dorr i publicat a Taxon 34(2): 225–226, f. 7–8. 1985.
Etimologia
Quercus: nom genèric del llatí que designava igualment al roure i a l'alzina.
buckleyi: epítet atorgat en honor del botànic estatunidenc Samuel Botsford Buckley.
Sinonímia
- Quercus rubra var. texana Engelm.
- Quercus texana Young[5][6]